# Thomas Zebrowski
Thomas Zebrowski (em lituano:  Tomas Žebrauskas, em polonês/polaco:  Tomasz Żebrowski; Samogícia, 24 de novembro de 1714 – Vilnius, 18 de março de 1758) foi um arquiteto, matemático e astrônomo jesuíta lituano. Foi instrumental no estabelecimento e fundação do Observatório da Universidade de Vilnius. Marcin Odlanicki Poczobutt foi um de seus alunos.

## Formação
Zebrowski estudou filosofia e teologia na Universidade de Vilnius. Lecionou brevemente nas escolas jesuítas de Kražiai, Ilūkste e Bobruisk e preparou projetos de construção para igrejas nestas cidades. Elas exibiram características do barroco das igrejas em Vilnius. Também projetou a escola jesuíta em Zhodishki, casas para nobres e outras edificações. Embora faltem evidências documentais, suspeita-se que Zebrowski também tenha estado envolvido na construção de igrejas em Minsk e Płock, bem como na residência da família Ogiński na vila de Ručyca.
Depois de estudar na Universidade Carolina em Praga, sob Joseph Stepling, entre 1750 e 1752, Zebrowski retornou a Vilnius, tornando-se um professor popular de física e astronomia na Universidade de Vilnius. Também foi interessado em geodésia, horologia, mineralogia e geografia. No entanto, sua maior paixão foi a astronomia e ele buscou financiamento para um observatório. A construção foi financiada por Elżbieta Ogińska-Puzynina, enquanto Michał Kazimierz "Rybeńko" Radziwiłł e o bispo Józef Sapieha doaram telescópios refletores de 13,5 centímetros (5,3 polegadas) e 10 centímetros (3,9 polegadas) de diâmetro fabricados na Alemanha. Zebrowski projetou o observatório; sua construção começou em 1753.